# British Racing Motors
British Racing Motors, známá též jako BRM, byla automobilová stáj Formule 1, založená v roce 1951 Brity Raymondem Maysem a Peterem Berthonem. První závod, kterého se tým zúčastnil, byla Velká cena Velké Británie v roce 1951 a posledním závodem byla Velká cena Itálie v roce 1977.
Nejznámější jezdci kteří jezdili v BRM byli: Clay Regazzoni, Niki Lauda, Helmut Marko a Graham Hill. Stáj získala v roce 1962 díky Grahamu Hillovi mistrovský titul v kategorii konstruktérů i jezdců.

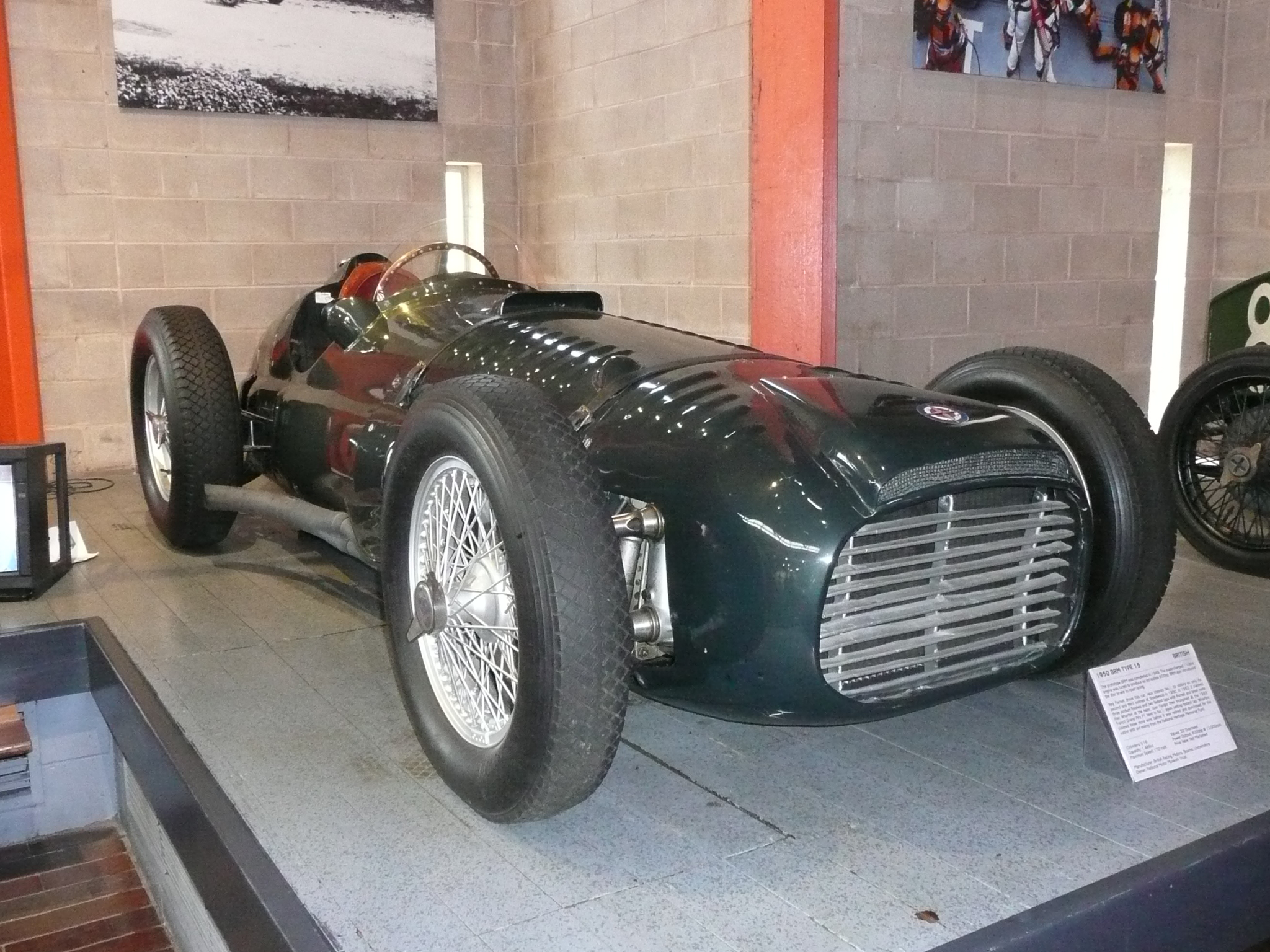
BRM Typ 15 poháněný motorem V16